# Docteur Jekyll et Ms Hyde
Cet article possède un paronyme, voir Docteur Jekyll et Mister Hyde.
Pour plus de détails, voir Fiche technique et Distribution.
Docteur Jekyll et Ms Hyde (Dr. Jekyll and Ms. Hyde) est une comédie réalisée par David Price, sortie en 1995.
Librement inspiré du roman court de Robert Louis Stevenson publié en 1886, L'Étrange Cas du docteur Jekyll et de mister Hyde, le film réunit les acteurs Timothy Daly, Sean Young et Lysette Anthony.

## Synopsis
Richard Jacks (Timothy Daly) est un parfumeur travaillant dans une grande compagnie, héritant des carnets de son arrière-grand-père, le docteur Henry Jekyll. Fasciné par l'idée de Jekyll sur la dualité de l'homme, il commence par expérimenter et redéfinir la formule séparant le bien du mal. Réalisant que la formule de son ancêtre accroit l'agressivité de l'homme, Richard décide de modifier ses proportions en œstrogènes dans l'espoir d'en atténuer la dangerosité.
Cependant la potion de Richard a des effets imprévus, au lieu de faire de lui une brute sanguinaire, la mixture le transforme en Helen Hyde (interprétée par Sean Young) une impitoyable nymphomane déterminée à gravir tous les échelons de l'échelle sociale. D'autres problèmes surgissent quand Sarah (Lysette Anthony), la petite amie de Richard, se met à imaginer qu'il a une relation avec Helen.

## Fiche technique
- Titre : Docteur Jekyll et Ms Hyde
- Titre original : Dr. Jekyll and Ms. Hyde
- Réalisation : David Price
- Scénario : David Price, Tim John, Oliver Butcher, William Davies et William Osborne, d'après l'idée originale issue du roman court de Robert Louis Stevenson, L'Étrange Cas du docteur Jekyll et de mister Hyde (The Strange Case of Dr. Jekyll and Mr. Hyde), paru en 1886
- Musique : Mark McKenzie
- Photographie : Tom Priestley Jr.
- Montage : Tony Lombardo
- Sociétés de production :
  - The Rank Organisation
  - PVM Entertainment
  - Savoy Pictures
  - Rastar / Leider (en) - Shapiro (en)
- Distribution : Films Cineplex Odeon Québec et Warner Home Video
- Pays d'origine :
  -  Royaume-Uni
  -  États-Unis
- Langue : anglais
- Genre : comédie de science-fiction
- Durée : 90 minutes
- Dates de sortie :
  - 25 août 1995 (États-Unis)
  - 8 décembre 1995 (Royaume-Uni)

## Distribution
- Timothy Daly  (VF : Serge Faliu)  : le docteur Richard Jacks
- Sean Young  (VF : Anne Rondeleux)  : Helen Hyde
- Lysette Anthony  (VF : Virginie Ledieu)  : Sarah Carver
- Stephen Tobolowsky  (VF : Denis Boileau)  : Oliver Mintz
- Harvey Fierstein  (VF : Michel Vigné)  : Yves DuBois
- Jeremy Piven  (VF : Michel Mella)  : Pete Walston
- Stephen Shellen : Larry
- Polly Bergen  (VF : Paule Emanuele)  : Mme Unterveldt
- Thea Vidale : Valerie
- John Franklyn-Robbins  (VF : Georges Berthomieu)  : le professeur Manning
- Jane Connell : la tante Agatha